# هيروتاكا يوكوي
هيروتاكا يوكوي (باليابانية: 横井宏考؛ بالكانا: よこい ひろたか) هو مصارع محترف ياباني، ولد في 8 يونيو 1978 في هوكايدو في اليابان.

## وصلات خارجية
- هيروتاكا يوكوي على موقع شيردوغ (الإنجليزية)
- هيروتاكا يوكوي على موقع CageMatch worker (الإنجليزية)
- هيروتاكا يوكوي على موقع IMDb (الإنجليزية)